# Axel Fogelholm
Axel Ferdinand Fogelholm, född 14 juni 1859 i Houtskär, död 29 oktober 1894 i Ekenäs, var en finländsk publicist och författare som skrev under pseudonymen -el-el.

## Biografi
Fogelholm studerade vid Åbo svenska lyceum, där han genomgick åtta klasser. Han var verksam som journalist och tidningsman och grundade år 1885 tidskriften Vestra Finland(fi). Han bidrog även till flera andra tidningar, bland annat Åbo Tidning, Östra Finland(fi), Hufvudstadsbladet och Helsingfors Aftonblad.
Under signaturen -el-el utgav Fogelholm flera skönlitterära verk, däribland dikter, skisser och kulturhistoriska texter. 

## Verk
- Fingeröfningar på lyra af -el-el (1881)
- Sura och glada miner. Skizzer af -el-el- (1890)
- Ekenäs, dess historiska minnen och kringliggande sevärdheter. Av -el-el och C. Rundqvist (1897)